# Vorfeld (Flugplatz)

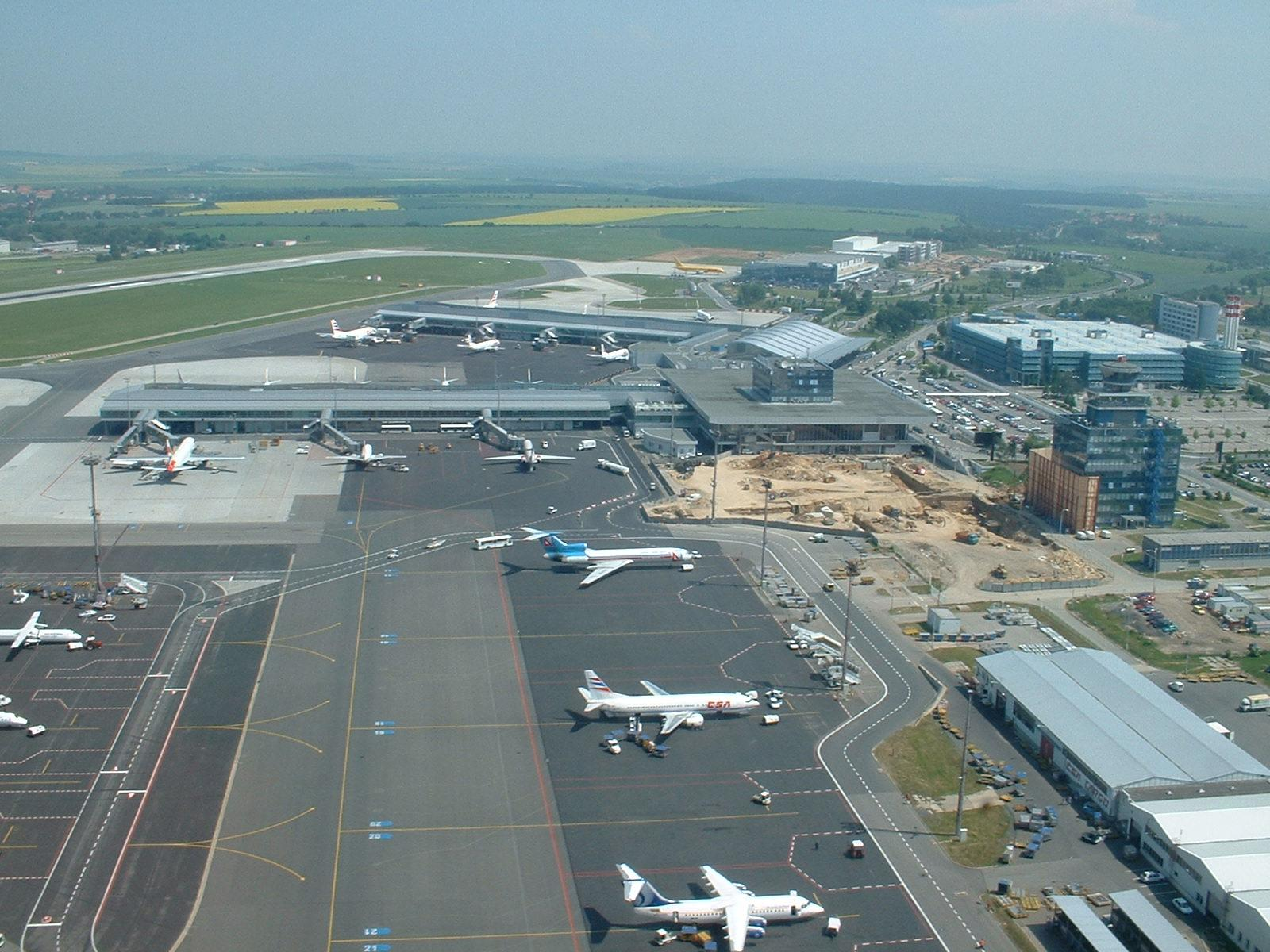
Vorfeld des Flughafens Prag

FAA-Flughafendiagramm des Flughafens Tucson, Arizona, die Vorfeldbereiche sind hellgrau dargestellt

Das Vorfeld (engl. ramp oder apron) dient auf Flugplätzen als Abfertigungs-, Rangier-, Abstell- und Wartungsfläche für Luftfahrzeuge. Das Vorfeld befindet sich im Sicherheitsbereich und ist deshalb nur für berechtigte Personen zugänglich.
Die Begriffe Ramp und Apron werden umgangssprachlich oft gleichbedeutend verwendet. Im offiziellen Sprachgebrauch 
(ICAO, FAA) wird ausschließlich der Begriff Apron verwendet.

## Ramp
Ramp bezeichnet im Allgemeinen  (etwa gleichbedeutend mit dem in der Lagerwirtschaft gebräuchlichen deutschen Ausdruck Laderampe) den Bereich, in dem die flugvorbereitenden Tätigkeiten ausgeführt werden.
Auf Passagierflughäfen wird der unmittelbar an das Terminal angrenzende Bereich Ramp genannt. Die Hauptfunktion einer solchen „Terminal Ramp“ ist der Transfer der Fluggäste über „Passenger Gates“ (Flugsteige) zu den jeweiligen Flugzeugen. Dieser kann über Fluggastbrücken erfolgen, die in das Vorfeld hineinragen, und den Passagieren einen direkten Übergang von den einzelnen Flugsteigen aus ermöglichen. Der Transfer zu vom Terminal weiter entfernt liegenden Parkpositionen erfolgt mit Vorfeldbussen.
Auf Frachtflughäfen beziehungsweise im Frachtbereich von Passagierflughäfen, wo kein Terminal notwendig ist, befindet sich die Ramp in der Nähe der Anlagen für die Abfertigung der Luftfracht (Cargo Center, Warehouse oder Ähnliches).
Für die Koordination der Tätigkeiten im Ramp-Bereich ist der Ramp Agent zuständig.

## Apron

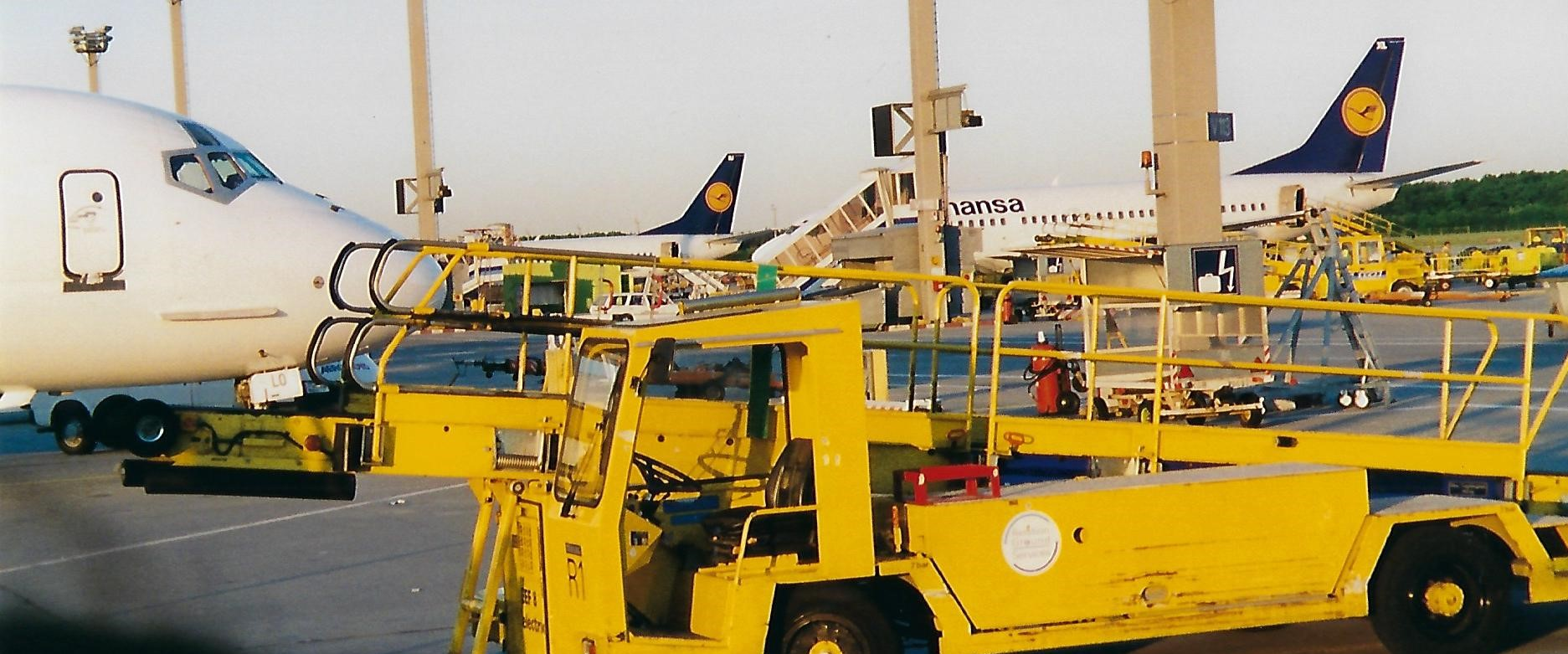
Flughafen Basel-Mülhausen

Im Gegensatz zu Ramp bezeichnet Apron Bereiche, die für das Parken und die Wartung von Luftfahrzeugen bestimmt sind. Diese können auch weiter entfernt vom Terminal liegen.
Auf größeren Flughäfen werden auch mehrere zusammenhängende Bereiche von Parkpositionen im Ramp-Bereich als Apron bezeichnet. Oft werden sie als Apron 1 ... n durchnummeriert, wobei diese Nummer als Bestandteil in die Positionsnummern der Stellplätze eingeht.

## Besonderheiten
Kleine und somit leichtere Luftfahrzeuge müssen auf den ihnen zugewiesenen Parkpositionen mit Zurrgurten oder Seilen an so genannten „Mooring-Points“ (Halteringe am Boden) verzurrt werden, damit sie nicht durch Windeinwirkung umgeworfen oder versetzt werden können. 
Für die Allgemeine Luftfahrt (engl. General Aviation, GA) steht auf dem Vorfeld ein kleiner Bereich zur Verfügung, der an das GAT (General Aviation Terminal) angrenzt. Meist in der Nähe des GAT befindet sich auf dem Vorfeld von Flughäfen ein Hubschrauberlandeplatz.